# Dong Zhaozhi
Dong Zhaozhi (n. 16 noiembrie 1973, Guangzhou, Republica Populară Chineză) este un scrimer ce a reprezentat Republica Populară Chineză, medaliat olimpic. A participat la 3 ediții ale Jocurilor Olimpice (1996, 2000, 2004) în care a câștigat o medalie de argint.